# Bernardino Milon
Bernardino Milon (Termini Imerese, 4 settembre 1829 – Roma, 20 marzo 1881) è stato un politico e militare italiano.
Ex-allievo della Scuola militare Nunziatella di Napoli (corso 1842-1848), nel 1868 partecipò con il grado di colonnello alla campagna per la repressione del brigantaggio in Calabria in qualità di capo di Stato Maggiore del generale Sacchi.
Fu successivamente Ministro della Guerra del Regno d'Italia nel Governo Cairoli III.